# Acacia dealbata
Acacia dealbata é uma espécie de árvore nativa da Austrália mas existem praticamente em todo o mundo: América do Norte, Ásia, Índia, Egito, Norte da África, China, Austrália e Brasil. Tem crescimento rápido, desenvolvendo-se rapidamente após incêndios. Não vive normalmente mais do que 30 a 40 anos, ao fim dos quais é substituída por outras. É conhecida vulgarmente como mimosa, no entanto não pertence ao género Mimosa. A Acacia dealbata está relacionada com a Acacia baileyana , Acacia nanodealbata ,Acacia podalyriifolia, Acacia Dealbata Subalpina e Acacia dealbata 'Mirandole'. Floresce de janeiro a abril.
Devido à facilidade de propagação e resistência, é uma espécie invasora em muitos habitats.
O gênero Acacia está incluído na lista do Anexo II Espécies invasoras do Decreto-Lei 92/2019 em Portugal.

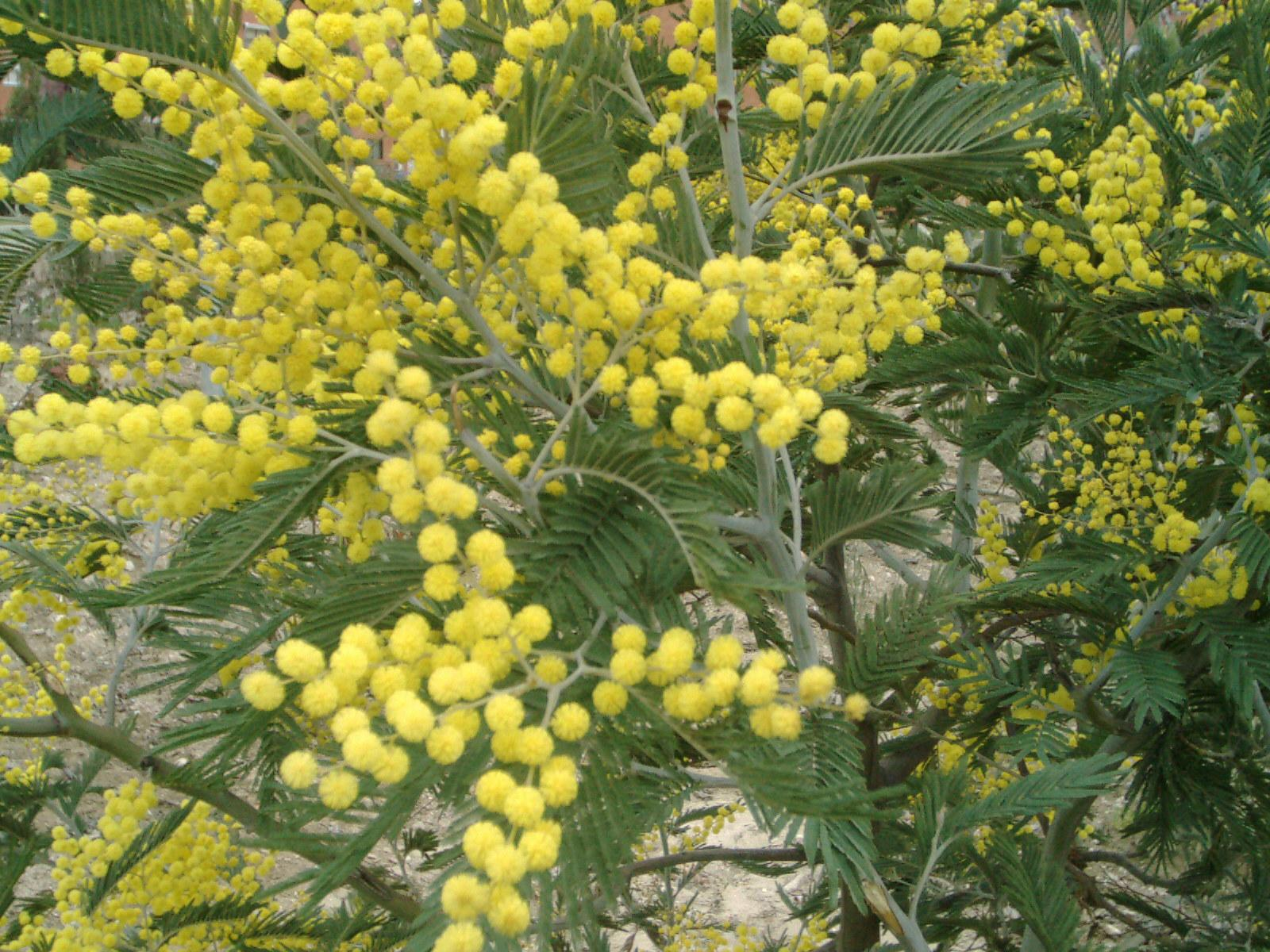
Flores
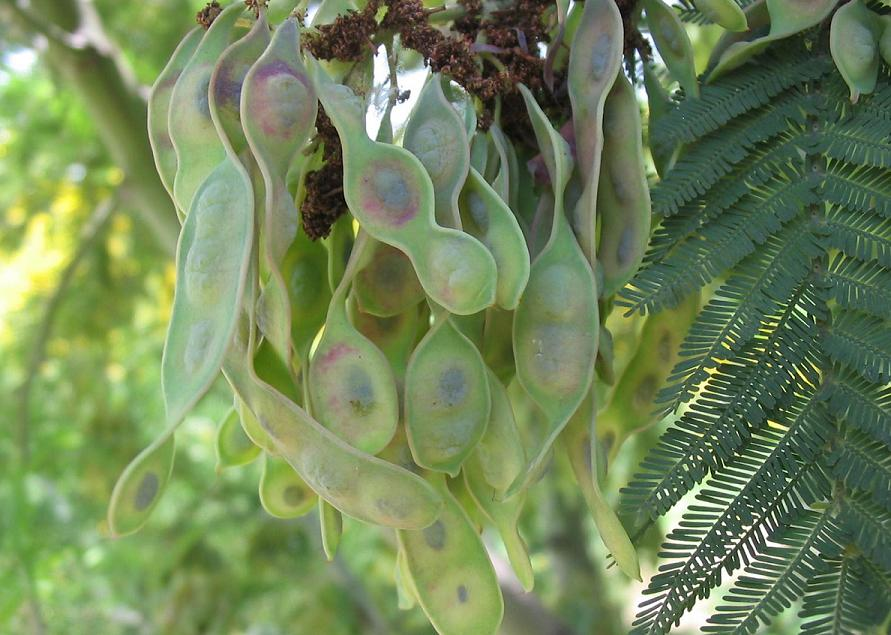
Vagens
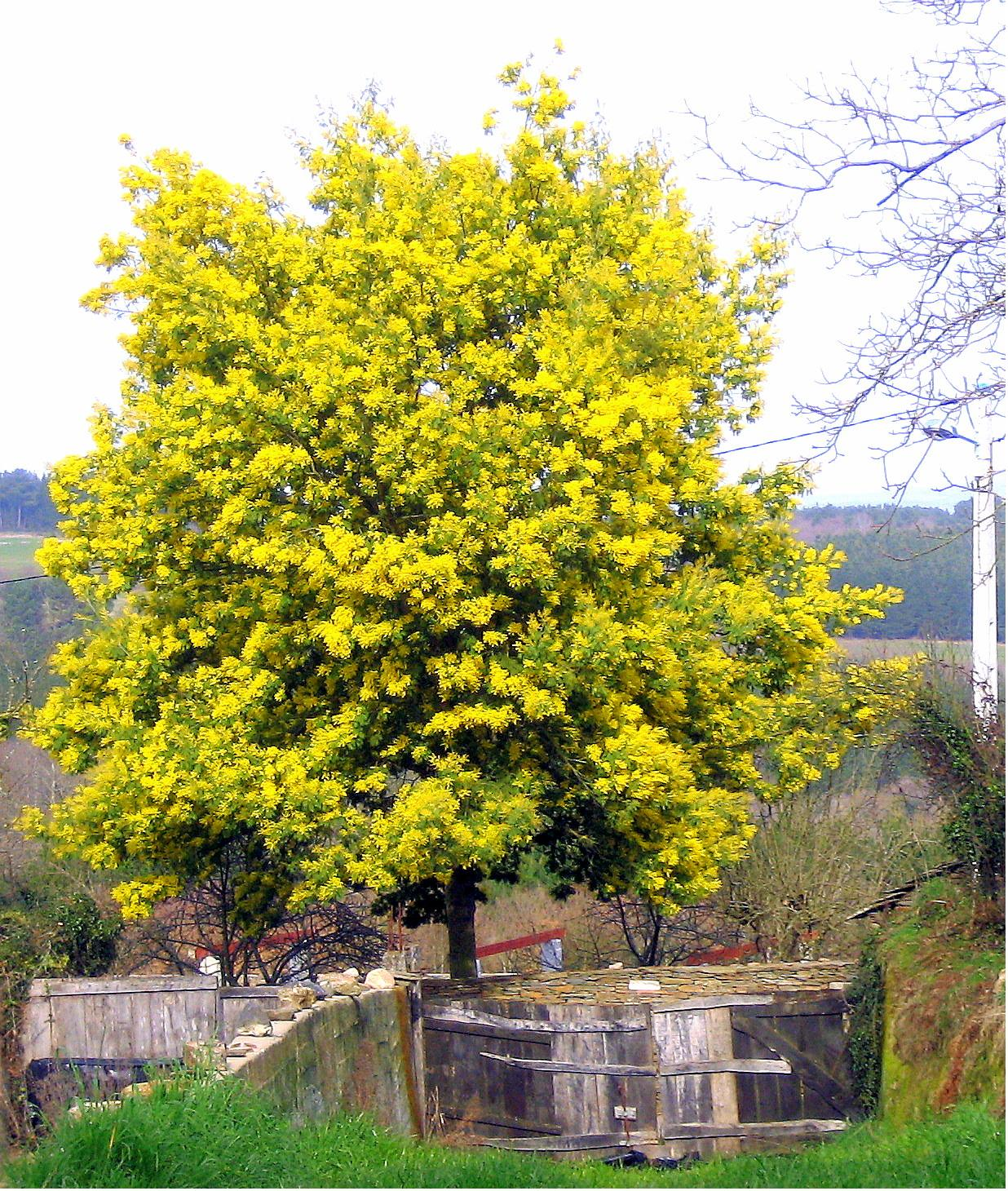
Árvore

## Cultivares
- Acacia podalyriifolia
- Acacia baileyana
- Acacia dealbata 'Mirandole'
- Acacia Dealbata Subalpina
- Acacia nanodealbata
- Acacia dealbata var. mackayana
- Acacia dealbata 'Le Tournaire'
- Acacia dealbata 'Le Gaulois'
- Acacia dealbata 'Kambah Karpet'
- Acacia dealbata 'Gaulois Astier'
- Acacia dealbata 'Bon Accueil'
- Acacia dealbata 'Virginia'